# Iris Gräßler

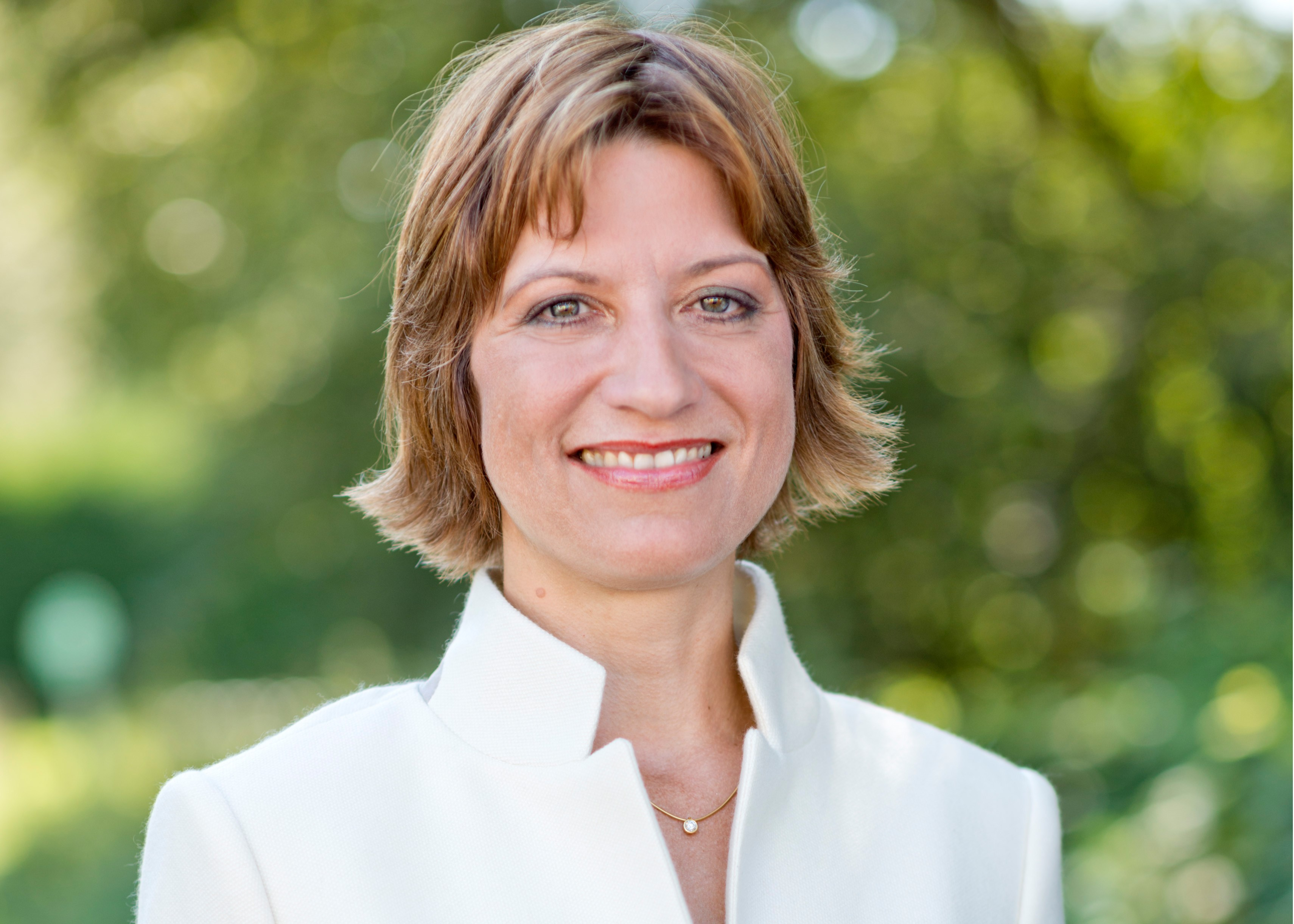
Iris Gräßler

Iris Gräßler (* 3. Dezember 1969 in Porz) ist deutsche Maschinenbauingenieurin und seit 2013 Inhaberin des Lehrstuhls für Produktentstehung am Heinz Nixdorf Institut der Universität Paderborn.

## Werdegang
Gräßler studierte Maschinenbau mit Vertiefung Fertigungstechnik an der Rheinisch-Westfälischen Technischen Hochschule Aachen. Das Studium schloss sie 1995 als Diplom-Ingenieurin ab. 1999 promovierte Gräßler bei ihrem Doktorvater Professor Walter Eversheim am Lehrstuhl für Produktionssystematik, Werkzeugmaschinenlabor der RWTH Aachen mit Auszeichnung.
2000 trat Gräßler als Fachreferentin für Produktentstehungsprozesse in die Unternehmenszentrale der Robert Bosch GmbH ein. Nach eineinhalb Jahren übernahm sie als Gruppenleiterin den Bereich Produktentstehung und die Verantwortung für BOSCH-weite Veränderungsinitiativen, wie z. B. „Projektmanagement“, „Time-to-Market“ und „Methodik Softwareentwicklung“. In dieser Funktion vertiefte sie ihr praktisches Wissen über das Entwicklungsmanagement mechatronischer Systeme. Die Venia Legendi an der RWTH Aachen erhielt sie im Jahr 2003 aufgrund ihrer Habilitationsschrift mit dem Titel „Entwicklung konfigurierbarer adaptiver mechatronischer Systeme“.
Innerhalb der Robert Bosch GmbH folgten Tätigkeiten als Abteilungsleiterin und Projektdirektorin im Geschäftsbereich Automobilelektronik, im Zentraleinkauf sowie in der zentralen Entwicklungskoordination und -methodik. Das Produktspektrum umfasste mechatronische Module, Steuergeräte, Elektronik-Komponenten und Sensoren.
2013 übernahm Gräßler die Nachfolge von Professor Jürgen Gausemeier als Inhaberin des Lehrstuhls für Produktentstehung am Heinz Nixdorf Institut der Universität Paderborn. Ihre wissenschaftlichen Erkenntnisse hat sie in über 100 nationalen und internationalen Veröffentlichungen publiziert.

## Forschungsschwerpunkte
Ihren Forschungsschwerpunkt bildet die modellbasierte Produktentstehung. Auf Basis von Modellen werden Wirkzusammenhänge erklärt, sachlogisch nachvollziehbar und somit aktiv gestaltbar gemacht. Das Hauptaugenmerk liegt dabei auf Intelligenten Technischen Systemen, d. h. adaptive konfigurierbare mechatronische Systeme sowie Cyber-physische Systeme.
Aktuelle Forschungsinteressen liegen in der modellbasierten Szenario-Technik, Systems Engineering und Entwicklungsmethodiken sowie Industrie 4.0. Gräßler beteiligt sich darüber hinaus an dem Direct Manufacturing Research Center (DMRC) der Universität Paderborn.
Ihre breitbandigen Erfahrungen in der industriellen Praxis macht sie für den Brückenschlag zwischen wissenschaftlicher Grundlagenforschung einerseits und industrieller Verwertbarkeit andererseits nutzbar. Hierbei kommen ihr ihre Erfahrungen und Kompetenzen im Change Management zugute.

## Weitere Funktionen
Unter der Zielsetzung einer Weiterentwicklung und überregionalen Harmonisierung von Entwicklungsmethodiken engagiert sich Gräßler in der VDI Gesellschaft Produkt- und Prozessgestaltung (GPP) sowie in der VDI/VDE Gesellschaft Mess- und Automatisierungstechnik (GMA). Darüber hinaus wirkt sie in etlichen Programmkomitees nationaler und internationaler Fachkonferenzen mit.
Ihre Lehre gestaltet sie kompetenzorientiert mit aktuellen Problemstellungen interessierter Industrieunternehmen, um bei den angehenden Maschinenbau- und Wirtschaftsingenieuren eine ausgeprägte Problemlösefähigkeit zu entwickeln. Gleichzeitig ist sie Vorsitzende des Prüfungsausschusses Wirtschaftsingenieurwesen an der Universität Paderborn. Auf Grund ihrer wissenschaftlichen Leistungen wurde sie 2017 in die Wissenschaftliche Gesellschaft für Produktentwicklung (WiGeP) berufen.